# Барвінкове (Сумський район)
Барві́нкове — село в Україні, у Нижньосироватській сільській громаді Сумського району Сумської області. Населення становить 92 осіб. До 2016 орган місцевого самоврядування — Старосільська сільська рада.

## Населення

### Мова
Розподіл населення за рідною мовою за даними перепису 2001 року:
| Мова       | Кількість | Відсоток |
| ---------- | --------- | -------- |
| українська | 86        | 93.48%   |
| російська  | 6         | 6.52%    |
| Усього     | 92        | 100%     |

## Географія
Село Барвінкове розташоване на правому березі річки Псел, вище за течією на відстані 4 км розташоване місто Суми, нижче за течією на відстані 1 км розташоване село Старе Село, на протилежному березі — великий масив садових ділянок. Поруч проходить автомобільна дорога Н12. На північний захід від села розташовані гідрологічні пам'ятки природи: «Джерело Барвінкове-1» і «Джерело Барвінкове-2».